# Gorr Malakian
Gorr Malakian (orm. Գոռ Մալաքյան; ur. 12 czerwca 1994 w Erywaniu) – ormiański piłkarz występujący na pozycji pomocnika w ormiańskim klubie Piunik Erywań oraz w reprezentacji Armenii.

## Kariera piłkarska

### Kariera klubowa
Malakian jest wychowankiem klubu Piunik Erywań. Do kadry pierwszego zespołu awansował w 2010 roku jako 17-latek a w następnym sezonie zadebiutował w rozgrywkach Barcragujn chumb. 28 lipca 2014 przeszedł do Alaszkertu Erywań. W styczniu 2015 został piłkarzem Sziraka Giumri. 22 lutego 2016 podpisał kontrakt z ukraińskim klubem Stal Dnieprodzierżyńsk. W 2018 powrócił do Armenii i został zawodnikiem klubu Ararat-Armenia.

### Kariera reprezentacyjna
Od 2010 regularnie jest powoływany do juniorskiej i młodzieżowej reprezentacji Armenii. 25 marca 2016 zadebiutował w seniorskiej kadrze w zremisowanym 0–0 meczu z Białorusią.

## Sukcesy i odznaczenia

### Sukcesy piłkarskie
Piunik Erywań
- wicemistrz Armenii: 2011
- zdobywca Pucharu Armenii: 2014
- zdobywca Superpucharu Armenii: 2011

Ararat-Armenia
- mistrz Armenii: 2019